# Persico Dosimo
Persico Dosimo ist eine norditalienische Gemeinde (comune) mit 3267 Einwohnern (Stand 31. Dezember 2023) in der Provinz Cremona in der Lombardei. Die Gemeinde liegt etwa 7,5 Kilometer nordöstlich von Cremona. Der Verwaltungssitz befindet sich im Ortsteil Dosimo.

## Verkehr
Durch die Gemeinde führt die Autostrada A21 von Turin nach Brescia. Ein Anschluss besteht nicht.